# Riley Green
Johnathan Riley Green (Jacksonville, Alabama, 18 oktober 1988) is een Amerikaanse countryzanger en singer-songwriter. Green heeft tot op heden drie albums en tien EP's uitgebracht: Different 'Round Here in 2019, Ain't My Last Rodeo in 2023 en Don't Mind If I Do in 2024.

## Discografie

### Albums
Tussen haakjes totaal aantal weken in de lijst / * nog in de lijst
| Titel                 | Jaar       | Charts           | Charts          | VS Billboard Charts | VS Billboard Charts | Opmerkingen |
| Titel                 | Jaar       | NL Album Top 100 | VL Ultratop 200 | Billboard 200       | Top Country Albums  | Opmerkingen |
| --------------------- | ---------- | ---------------- | --------------- | ------------------- | ------------------- | ----------- |
| Different 'Round Here | 20-09-2019 | -                | -               | 95 (6wk)            | 11 (43wk)           | VS: Goud    |
| Ain't My Last Rodeo   | 13-10-2023 | -                | -               | 79 (1wk)            | 15 (3wk)            | -           |
| Don't Mind If I Do    | 18-10-2024 | -                | -               | 25 (7wk)*           | 8 (7wk)*            | -           |

### Ep's
Tussen haakjes totaal aantal weken in de lijst / * nog in de lijst
| Titel                   | Jaar       | Charts           | Charts          | VS Billboard Charts | VS Billboard Charts | Opmerkingen |
| Titel                   | Jaar       | NL Album Top 100 | VL Ultratop 200 | Billboard 200       | Top Country Albums  | Opmerkingen |
| ----------------------- | ---------- | ---------------- | --------------- | ------------------- | ------------------- | ----------- |
| Outlaws Like Us         | 18-08-2017 | -                | -               | -                   | -                   | -           |
| Bury Me in Dixie        | 01-06-2018 | -                | -               | -                   | -                   | -           |
| County Line             | 01-06-2018 | -                | -               | -                   | -                   | -           |
| Riley Green             | 01-06-2018 | -                | -               | -                   | -                   | -           |
| In a Truck Right Now    | 29-06-2018 | -                | -               | -                   | -                   | -           |
| Get That Man a Beer     | 14-06-2019 | -                | -               | -                   | -                   | -           |
| Valley Road             | 08-05-2020 | -                | -               | -                   | -                   | -           |
| If It Wasn't for Trucks | 11-09-2020 | -                | -               | 125 (1wk)           | 13 (1wk)            | -           |
| Behind the Bar          | 02-07-2021 | -                | -               | 122 (1wk)           | 18 (1wk)            | -           |
| Way Out Here            | 12-04-2024 | -                | -               | 149 (1wk)           | 29 (2wk)            | -           |